# Polangui, Albay
Polangui đô thị loại 1 ở tỉnh Albay, Philippines. Theo điều tra dân số năm 2015, đô thị này có dân số 88.221 người trong.

## Các khu phố (barangay)
Polangui được chia thành 44 khu phố (barangay).
| - Agos - Alnay - Alomon - Amoguis - Anopol - Apad - Balaba - Balangibang - Balinad - Basud - Binagbangan (Pintor) - Buyo - Centro Occidental (Pob.) - Centro Oriental (Pob.) - Cepres | - Cotmon - Cotnogan - Danao - Gabon - Gamot - Itaran - Kinale - Kinuartilan - La Medalla - La Purisima - Lanigay - Lidong - Lourdes - Magpanambo - Magurang | - Matacon - Maynaga - Maysua - Mendez - Napo - Pinagdapugan - Ponso - Salvacion - San Roque - Santicon - Santa Cruz - Santa Teresita - Sugcad - Ubaliw |